# Wallace Chafe
Wallace Chafe (ur. 1927, zm. 3 lutego 2019) – amerykański językoznawca. Zajmował się m.in. semantyką, dyskursem, prozodią oraz językami autochtonicznych mieszkańców Ameryk.
Jego dorobek obejmuje ponad 230 książek, artykułów i innych publikacji lingwistycznych.
Kształcił się na Uniwersytecie Yale, gdzie uzyskał bakalureat z zakresu literatury niemieckiej (1950) oraz magisterium z językoznawstwa (1956). Doktoryzował się w 1958 r. na podstawie pracy Seneca morphology. W 1962 r. zaczął pracować na Uniwersytecie Kalifornijskim w Berkeley. Później był zatrudniony na Uniwersytecie Kalifornijskim w Santa Barbara.

## Publikacje (wybór)
- 1962. Phonetics, semantics, and language
- 1963. Handbook of the Seneca Language
- 1968. Idiomaticity as an Anomaly in the Chomskyan Paradigm
- 1980. The Pear Stories: Cognitive, Cultural, and Linguistic Aspects of Narrative Production
- 1986. Evidentiality: The Linguistic Coding of Epistemology
- 2000. The Interplay of Prosodic and Segmental Sounds in the Expression of Thoughts
- 2007. The Importance of Not Being Earnest: The Feeling Behind Laughter and Humor